# Ann-Marie Tistler
Anne Marie Charlotta Tistler, född 20 december 1932 i Sofia församling i Stockholm, är en svensk skådespelare och fotomodell. Hon valdes till Fröken Sverige 1952. Hon utvandrade till Mexiko och bytte namn till Anne Marie Tistler de Bosques. Hon medverkade i några filmproduktioner på 1950-talet.

## Filmografi
- 1954 – Gula divisionen
- 1954 – Flickan, hunden och bilen
- 1957 – Vägen genom Skå

### Fotnoter
1. ↑   Sveriges befolkning 1950. Arkiv Digital
2. ↑  ”Ann-Marie Tistler”. Svensk Filmdatabas. http://sfi.se/sv/svensk-filmdatabas/Item/?type=PERSON&itemid=64691&iv=OVERVIEW. Läst 18 augusti 2012.